# Bundesliga niemiecka w piłce nożnej (1996/1997)
Bundesliga niemiecka w piłce nożnej 1996/1997 – 34. edycja najwyższych w hierarchii rozgrywek ligowych niemieckiej klubowej piłki nożnej. Tytułu mistrzowskiego broniła Borussia Dortmund. Nowym mistrzem został Bayern Monachium.

## Zespoły
| Uczestnicy poprzedniej edycji                                                                                 | Uczestnicy poprzedniej edycji | Uczestnicy poprzedniej edycji | Uczestnicy poprzedniej edycji |
| --- | ----------------------------- | ----------------------------- | ----------------------------- |
| DOR | Borussia Dortmund             | 1                             |                               |
| BMU | Bayern Monachium              | 2                             |                               |
| S04 | FC Schalke 04                 | 3                             |                               |
| MGL | Borussia Mönchengladbach      | 4                             |                               |
| HSV | Hamburger SV                  | 5                             |                               |
| ROS | Hansa Rostock                 | 6                             |                               |
| KAR | Karlsruher SC                 | 7                             |                               |
| TSV | TSV 1860 Monachium            | 8                             |                               |
| WER | Werder Brema                  | 9                             |                               |
| STU | VfB Stuttgart                 | 10                            |                               |
| FRG | SC Freiburg                   | 11                            |                               |
| KÖL | 1. FC Köln                    | 12                            |                               |
| FOR | Fortuna Düsseldorf            | 13                            |                               |
| LEV | Bayer Leverkusen              | 14                            |                               |
| PAU | FC St. Pauli                  | 15                            |                               |
| Awans z 2. Bundesligi 1995/1996                                                                               |                               |                               |                               |
| BOC | VfL Bochum                    | 1                             |                               |
| BIE | Arminia Bielefeld             | 2                             |                               |
| DUI | MSV Duisburg                  | 3                             |                               |
| Oznaczenia: - kolumna pierwsza – skróty nazw drużyn, - kolumna trzecia – miejsce zajęte w poprzednim sezonie. |                               |                               |                               |

## Tabela
|     | Drużyna                  | Mecze | Z  | R  | P  | Bramki | Bilans | Punkty |
| --- | ------------------------ | ----- | -- | -- | -- | ------ | ------ | ------ |
| 1.  | FC Bayern Monachium      | 34    | 20 | 11 | 3  | 68:34  | +34    | 71     |
| 2.  | Bayer 04 Leverkusen      | 34    | 21 | 6  | 7  | 69:41  | +28    | 69     |
| 3.  | Borussia Dortmund        | 34    | 19 | 6  | 9  | 63:41  | +22    | 63     |
| 4.  | VfB Stuttgart            | 34    | 18 | 7  | 9  | 78:40  | +38    | 61     |
| 5.  | VfL Bochum               | 34    | 14 | 11 | 9  | 54:51  | +3     | 53     |
| 6.  | Karlsruher SC            | 34    | 13 | 10 | 11 | 55:44  | +11    | 49     |
| 7.  | TSV 1860 Monachium       | 34    | 13 | 10 | 11 | 56:56  | 0      | 49     |
| 8.  | Werder Brema             | 34    | 14 | 6  | 14 | 53:52  | +1     | 48     |
| 9.  | MSV Duisburg             | 34    | 12 | 9  | 13 | 44:49  | -5     | 45     |
| 10. | 1. FC Köln               | 34    | 13 | 5  | 16 | 62:62  | 0      | 44     |
| 11. | Borussia Mönchengladbach | 34    | 12 | 7  | 15 | 46:48  | -2     | 43     |
| 12. | FC Schalke 04            | 34    | 11 | 10 | 13 | 35:40  | -5     | 43     |
| 13. | Hamburger SV             | 34    | 10 | 11 | 13 | 46:60  | -14    | 41     |
| 14. | Arminia Bielefeld        | 34    | 11 | 7  | 16 | 46:54  | -8     | 40     |
| 15. | Hansa Rostock            | 34    | 11 | 7  | 16 | 35:46  | -11    | 40     |
| 16. | Fortuna Düsseldorf       | 34    | 9  | 6  | 19 | 26:57  | -31    | 33     |
| 17. | SC Freiburg              | 34    | 8  | 5  | 21 | 43:67  | -24    | 29     |
| 18. | FC St. Pauli             | 34    | 7  | 6  | 21 | 32:69  | -37    | 27     |

## Najlepsi strzelcy
| Poz. |  | Zawodnik     | Drużyna             | Bramki |
| ---- |  | ------------ | ------------------- | ------ |
| 1    |  | Ulf Kirsten  | Bayer 04 Leverkusen | 22     |
| 2    |  | Toni Polster | 1. FC Köln          | 21     |
| 3    |  | Fredi Bobić  | VfB Stuttgart       | 19     |

## Mistrzowska drużyna FC Bayern Monachium
Bernd Dreher, Oliver Kahn, Sven Scheuer; Markus Babbel, Thomas Helmer, Oliver Kreuzer, Samuel Kuffour, Lothar Matthäus, Markus Münch, Frank Wiblishauser; Mario Basler, Frank Gerster, Dietmar Hamann, Stefan Leitl, Christian Nerlinger, Mehmet Scholl, Thomas Strunz, Marcel Witeczek, Christian Ziege; Carsten Jancker, Jürgen Klinsmann, Carsten Lakies, Ruggiero Rizzitelli, Alexander Zickler.
- Trener: Giovanni Trapattoni